# Фрікс
Фрікс (грец. Φρίξος) — син Атаманта й Нефели, брат Гелли, який урятувався на Хризомалі, золоторунному барані, від переслідувань мачухи Іно; батько Кітіссора та Пресбона, дід Клімена.

## Міфологія
Фрікса і Геллу ненавиділа їхня мачуха Іно. Вона задумала підступний план, щоб позбутися дітей. Іно просмажила все насіння врожаю Беотії, щоб воно не росло. Місцеві селяни, налякані голодом, звернулися за порадою до оракула. Іно підкупила посланих до нього людей, які збрехали й розповіли іншим, що оракул вимагає принесення в жертву Фрікса та Гелли. Однак дітей Атаманта врятував баран із золотою вовною, якого надіслала Нефела, їхня рідна мати. Під час втечі Гелла з невідомих причин впала з барана і потонула в протоці між Європою та Азією, яка була названа на її честь Геллеспонтом, що означає Гелльське море (нині Дарданелли). А Фрікс долетів до Колхіди, де цар Еет, син бога сонця Геліоса, добре прийняв його і навіть одружив з ним свою доньку Халкіопу. На знак подяки Фрікс приніс барана в жертву Посейдону і віддав цареві золоте руно барана, яке Еет повісив на дереві в священному гаю Ареса під охороною невсипного дракона. Фрікс і Халкіопа мали чотирьох синів, які пізніше приєдналися до аргонавтів.

## Галерея

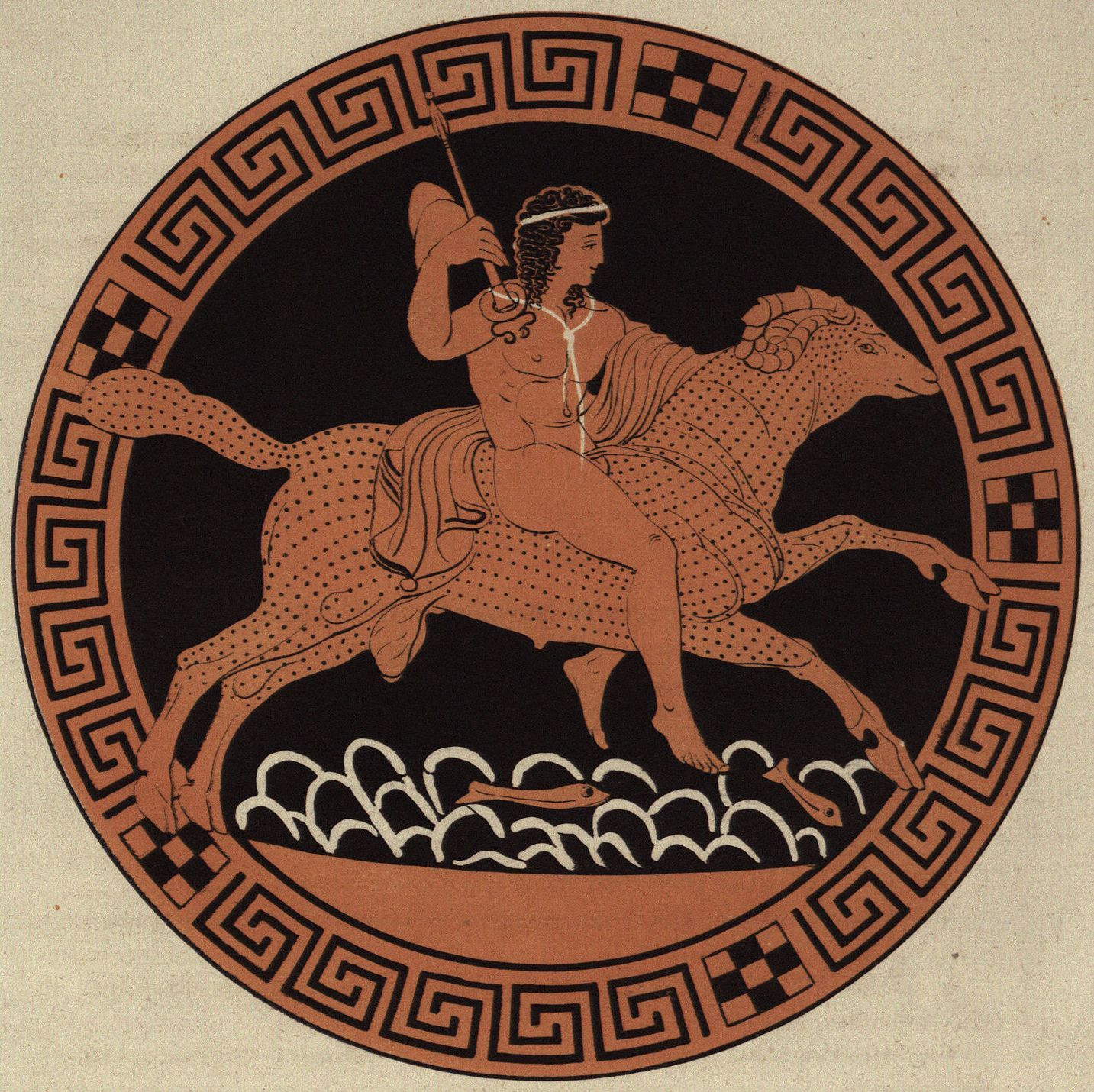
Фрікс та золоторунний баран, Державне античне зібрання
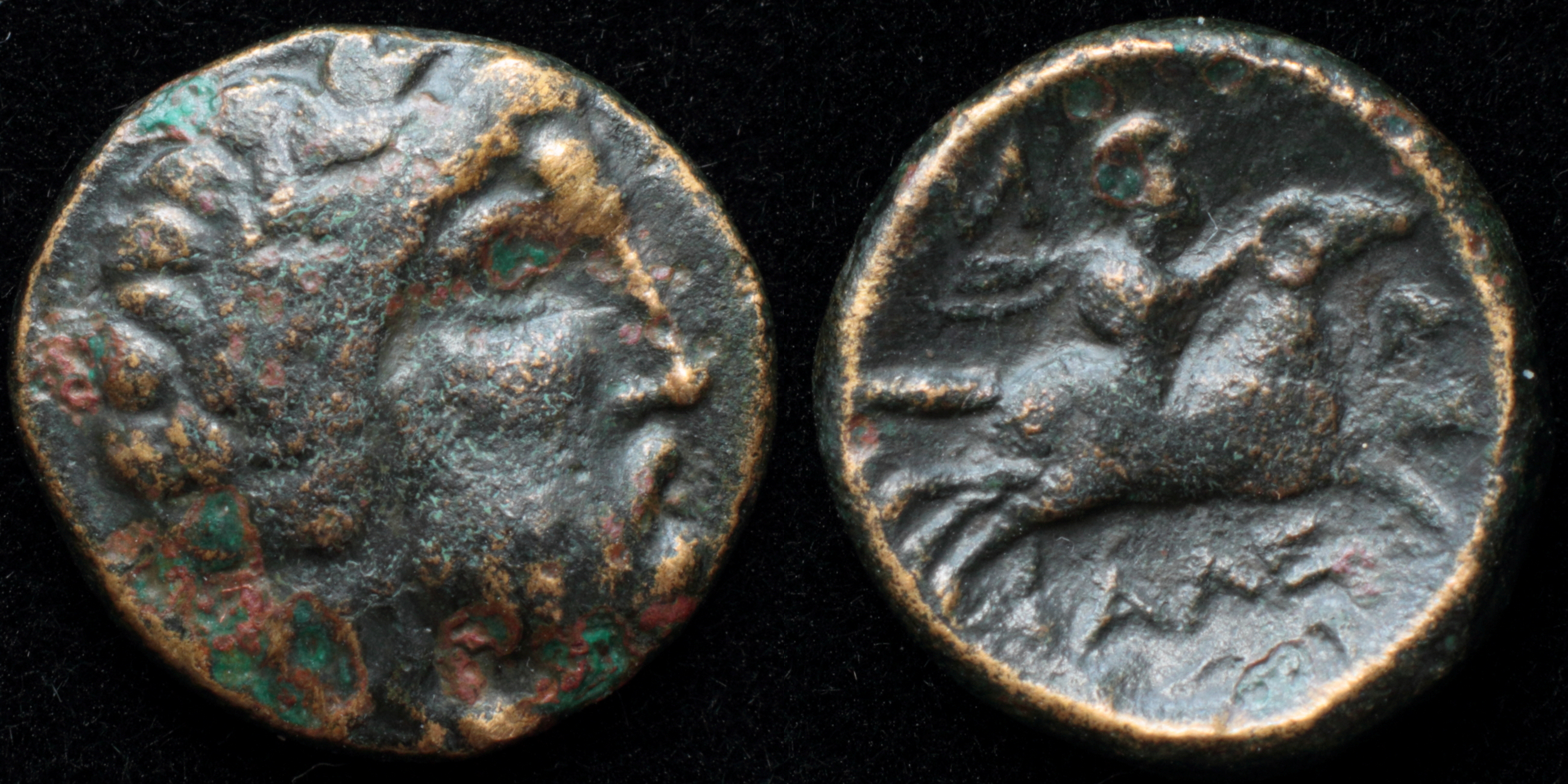
Фрікс, що летить на барані до Колхіди, діхалк, Галос, Фтіотида, ІІІ століття до н.е.